# Chadli Amri
Chadli Amri (Saint-Avold, 14 dicembre 1984) è un allenatore di calcio ed ex calciatore algerino, di ruolo attaccante.

## Carriera

### Giocatore

#### Club
Cresciuto nelle file di Metz e Lascabas, ha debuttato tra i professionisti nelle file del Saarbrücken nel 2004. Dopo due stagioni nel club nerazzurro, nel 2006 si è trasferito al Magonza. Dopo quattro stagioni nelle file del Magonza, nel 2010 è rimasto svincolato e si è trasferito a parametro zero al Kaiserslautern, con cui ha firmato un contratto triennale. Dopo una stagione e mezzo, il 15 dicembre 2011 si è trasferito in prestito fino al termine della stagione all'Eintracht Francoforte. Rientrato dal prestito al termine della stagione, ha militato nelle file del Kaiserslautern fino al 2013. Rimasto svincolato al termine della stagione 2012-2013, nel dicembre 2013 è stato ingaggiato dal MC Oran, club algerino. Nel novembre 2014 è passato al Elversberg. A causa della mancata approvazione del trasferimento da parte del club algerino, nel dicembre 2014 l'Elversberg ha rescisso il contratto. Nel febbraio 2015 si è trasferito all'Homburg. Dopo due stagioni nelle file del club biancoverde, nel giugno 2017 si è trasferito in Lussemburgo, al Differdange 03. La stagione successiva è passato al Sarre-Union, club francese in cui ha militato fino al 2020. Nel maggio 2020 ha firmato con l'Hombourg Haut, club con cui ha concluso la propria carriera da calciatore.

#### Nazionale
Ha debuttato in Nazionale maggiore il 3 settembre 2006, in Guinea-Algeria (0-0). Ha partecipato, con la selezione algerina, alle qualificazioni alla Coppa d'Africa 2008 e alle qualificazioni alla Coppa d'Africa 2012. Ha totalizzato, con la maglia della Nazionale, 10 presenze.

### Allenatore
Terminata la carriera da calciatore, il 25 novembre 2020 è diventato vice allenatore del Progrès Niedercorn, club guidato da Stéphane Léoni. Il 19 ottobre 2022 è diventato vice allenatore del Differdange 03, sempre con Léoni come allenatore. Il 6 marzo 2023 ha risolto il proprio contratto.

## Statistiche

### Cronologia presenze e reti in nazionale
| Cronologia completa delle presenze e delle reti in nazionale ― Algeria | Cronologia completa delle presenze e delle reti in nazionale ― Algeria | Cronologia completa delle presenze e delle reti in nazionale ― Algeria | Cronologia completa delle presenze e delle reti in nazionale ― Algeria | Cronologia completa delle presenze e delle reti in nazionale ― Algeria | Cronologia completa delle presenze e delle reti in nazionale ― Algeria | Cronologia completa delle presenze e delle reti in nazionale ― Algeria | Cronologia completa delle presenze e delle reti in nazionale ― Algeria |
| Data                                                                   | Città                                                                  | In casa                                                                | Risultato                                                              | Ospiti                                                                 | Competizione                                                           | Reti                                                                   | Note                                                                   |
| ---------------------------------------------------------------------- | ---------------------------------------------------------------------- | ---------------------------------------------------------------------- | ---------------------------------------------------------------------- | ---------------------------------------------------------------------- | ---------------------------------------------------------------------- | ---------------------------------------------------------------------- | ---------------------------------------------------------------------- |
| 3-9-2006                                                               | Conakry                                                                | Guinea                                                                 | 0 – 0                                                                  | Algeria                                                                | Qual. Coppa d'Africa 2008                                              | -                                                                      | 89’                                                                    |
| 7-10-2006                                                              | Algeri                                                                 | Algeria                                                                | 1 – 0                                                                  | Gambia                                                                 | Qual. Coppa d'Africa 2008                                              | -                                                                      |                                                                        |
| 15-11-2006                                                             | Aix-en-Provence                                                        | Algeria                                                                | 1 – 2                                                                  | Burkina Faso                                                           | Amichevole                                                             | -                                                                      | 60’                                                                    |
| 7-2-2007                                                               | Algeri                                                                 | Algeria                                                                | 2 – 1                                                                  | Libia                                                                  | Amichevole                                                             | -                                                                      | 55’                                                                    |
| 2-6-2007                                                               | Praia                                                                  | Capo Verde                                                             | 2 – 2                                                                  | Algeria                                                                | Qual. Coppa d'Africa 2008                                              | -                                                                      | 77’                                                                    |
| 5-6-2007                                                               | Barcellona                                                             | Algeria                                                                | 3 – 4                                                                  | Argentina                                                              | Amichevole                                                             | -                                                                      | 87’                                                                    |
| 16-6-2007                                                              | Algeri                                                                 | Algeria                                                                | 0 – 2                                                                  | Guinea                                                                 | Qual. Coppa d'Africa 2008                                              | -                                                                      | 65’                                                                    |
| 22-8-2007                                                              | Montpellier                                                            | Brasile                                                                | 2 – 0                                                                  | Algeria                                                                | Amichevole                                                             | -                                                                      | 66’                                                                    |
| 9-9-2007                                                               | Bakau                                                                  | Gambia                                                                 | 2 – 1                                                                  | Algeria                                                                | Qual. Coppa d'Africa 2008                                              | -                                                                      | 75’                                                                    |
| 3-9-2010                                                               | Blida                                                                  | Algeria                                                                | 1 – 1                                                                  | Tanzania                                                               | Qual. Coppa d'Africa 2012                                              | -                                                                      | 71’                                                                    |
| Totale                                                                 |                                                                        | Presenze                                                               | 10                                                                     |                                                                        | Reti                                                                   | 0                                                                      |                                                                        |